# Joseph Balmer (Historiker)

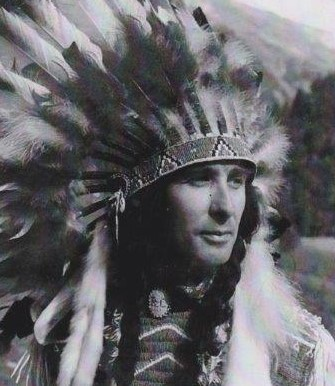
Joseph Balmer

Joseph Balmer (* 26. Dezember 1914 in Ebikon, Luzern; † 4. Juni 2006 in Küsnacht, Zürich) war ein Schweizer Historiker und Indianer-Experte im 20. Jahrhundert.

## Jugend und Ausbildung
Geboren als Sohn des Peter Balmer von Flühli, Kanton Luzern und der Josephine Magdalena, geborene Schwerzmann. 1920 zog die Familie nach Horw, Kanton Luzern, wo er sechs Jahre die Primarschule besuchte und anschließend in der Stadt Luzern die Sekundarschule absolvierte. 1929 zog die Familie erneut um, nach Zürich, Schweiz, wo sein Vater Arbeit in einer Handelsfirma fand, die hauptsächlich Orientteppiche importierte. Balmer arbeitete für eine kurze Zeit als Hilfsarbeiter in derselben Firma wie sein Vater. 1930, im Alter von 16 Jahren, begann er eine Handelslehre beim Verband der Genossenschaft „Konkordia“ der Schweiz, die er nach dreijähriger Ausbildungszeit im Jahre 1933 erfolgreich abschloss. Seine Freizeit und Interessen aber lagen anderswo. Er war fasziniert von den Indianern Nordamerikas.

## Karriere
Von 1929 an verbrachte Balmer viele Stunden seiner Freizeit in den örtlichen Bibliotheken der Stadt Zürich, wo er erstmals Bücher über Indianer fand, und spezifisch ein Buch mit dem Titel „Der letzte Mandanen-Häuptling“ von Wilhelm Herchenbach das ihn zu seinem lebenslangen Interesse und Faszination an diesem Subjekt inspirieren sollte, speziell an der Geschichte der Prärie-Nationen der Sioux und Cheyenne. Balmer, der mittlerweile perfekt Englisch sprach, begann einen intensiven Briefverkehr mit amerikanischen Gelehrten, Historikern, Anthropologen und Schriftstellern wie Stanley Vestal, George E. Hyde, Earl Alonzo Brininstool, Mari Sandoz und eignete sich auf diese Weise Wissen über Indianer, die Indianerkriege und generell des Wilden Westen zu, sodass er als Experte in dieser Disziplin galt. Er erlernte im Selbststudium die Lakota-Sprache. Balmer schrieb bis zu 800 Briefe im Jahr.  Die Nachkommen von Red Cloud von der Pine Ridge Reservation adoptierten Balmer in ihre Familie gaben ihm den Lakota-Namen Wambli Ista (Adlerauge), ein Umstand, auf den er besonders stolz war. Über die Jahre eignete sich Balmer eine private Bibliothek von mehreren hundert Büchern an, viele davon von berühmten Schriftstellern, welche ihm die Bände mit persönlichen Widmungen versahen. Er besass auch eine Sammlung von indianischen Objekten, unter anderem ein Paar Mokassins von James Henry Red Cloud (1879-1960), Enkel des legendären Häuptlings Red Cloud, sowie eine Schleppe geschmückt mit Adlerfedern, die früher dem Sohn des letzteren, Jackson „Jack“ Red Cloud (ca. 1858–1918) gehörte. Balmer besass auch eine grosse Zahl von originalen Fotografien der amerikanischen Fotografen David Francis Barry, Orlando Scott Goff, John C. H. Grabill, Stanley J. Morrow, Frank Bennett Fiske, George W. Scott, Laton Alton Huffman, George E. Trager & Frederick Kuhn und anderen.
Ab 1950 war er als Indianer-Experte bekannt, obwohl er nie Amerika besuchte. Er wurde oft von Gelehrten und Schriftstellern konsultiert, wie dem Schweizer Autor Ernie Hearting und zahlreichen anderen im deutsch- und englischsprachigen Raum.

## Persönliches Leben
Balmer heiratete am 21. Mai 1937 in Zürich die aus demselben Ort stammende Hedwig Huber (1915–2011). Er war Vater von zwei Kindern, Josef James und Susanna Hedwig Maria Balmer. Balmer starb am 4. Juni 2006 in Küsnacht ZH.

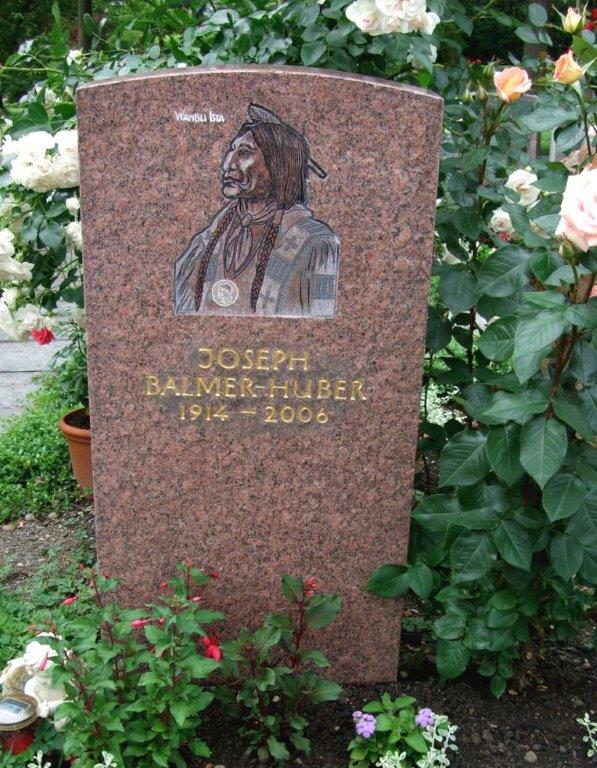
Grabstein von Joseph Balmer in Küsnacht, Kanton Zürich